# Ophiorrhiza pinatuboensis
Ophiorrhiza pinatuboensis är en måreväxtart som beskrevs av Markus Ruhsam. Ophiorrhiza pinatuboensis ingår i släktet Ophiorrhiza och familjen måreväxter. Inga underarter finns listade i Catalogue of Life.